# Atentado con burro-bomba de Valdivia
El atentado con burro-bomba en Valdivia fue un acto terrorista perpetrado por la guerrilla del Ejército de Liberación Nacional el 9 de julio de 2025. Este atentado dirigido al Ejército Nacional de Colombia en Valdivia (Antioquia) dejó a 1 militar y 1 burro muertos, y 2 militares heridos.

## Acontecimiento
Hacia la 1:42 PM., un artefacto explosivo atado a un burro explotó contra tropas de la Brigada 11 de Ejército Nacional de Colombia, donde murió el subteniente Jhonatan Monsalve Moreno e hirió a dos soldados en zona rural de la vereda Las Alemanias de Valdivia (Antioquia). El ataque sería perpetrado por la compañía Héroes de Tarazá del ELN, quienes tras la explosión hostigaron a los militares con ráfagas de fusil.

## Reacciones
El hecho fue condenado por el ministro de Defensa Pedro Sánchez, calificándolo de "miserable". También el gobernador de Antioquia Andrés Julián Rendón rechazó el atentado y reveló al autor intelectual del atentado alias "Matías" o "Pantera" del ELN y ofreció una recompensa por información que permita su identificación y captura. De igual forma el gobernador de Boyacá Carlos Amaya anunció un homenaje póstumo al militar asesinado.
La Organización de las Naciones Unidas (ONU) a través de Scott Campbell, representante en Colombia del Alto Comisionado de las Naciones Unidas para Derechos Humanos condenó el hecho por violación del Derecho Internacional Humanitario.

## Otros casos
Se han presentado otros casos de utilización de animales para transportar explosivos en atentados terroristas en el marco del conflicto armado interno de Colombia como el atentado con burro bomba de Chalán (Sucre) en 1996; el atentado con caballo bomba de La Estrella (Antioquía) en 1997; el intento de atentado con morrocoy bomba en La Guajira en 1998; el atentado con caballo bomba de Acevedo (Huila) en 2002; el atentado con caballo bomba de Guadalupe (Antioquia) también en 2002; el atentado con caballo bomba de Chita (Boyacá) en 2003; el atentado con burro bomba de Cartagena del Chaira (Caquetá) en 2011; el atentado con perro bomba en El Charco (Nariño) en 2013; entre otras acciones violentas.